# Макраи, Каталин
Каталин Макраи (венг. Makray Katalin, род. 5 апреля 1945, Вашвар) — венгерская спортивная гимнастка.

## Биография
Представляла Венгерскую Народную Республику на двух Олимпиадах, в 1964 году в Токио и в 1968 году в Мехико.
Серебряная медалистка Олимпийских игр 1964 года в Токио на брусьях. На тех играх заняла 5-е место в команде, при этом в личном зачёте (в личном многоборье) стала 18-й и с 3-м результатом вышла в финал в одном отдельном виде (на вышеупомянутых брусьях).
На Олимпийских играх 1968 года в Мехико стала снова 5-й в команде, при этом в личном зачёте (в личном многоборье) стала 26-й, ни в один из финалов в отдельных видах не вышла.
Двукратная чемпионка Универсиады 1963 года — в личном многоборье (разделила золото с Ларисой Латыниной) и в команде. Чемпионка (в команде) и бронзовая медалистка (в личном многоборье) Универсиады 1965 года.

## Семья
Муж — бывший президент Венгрии Пал Шмитт.